# Planine u Srbiji
Planine zauzimaju veliki dio Srbije, one čine čine planinsku regiju. One se proteže od Panonskog pobrđa na sjeveru do crnogorske, kosovske i makedonske granice na jugu. Od zapada ka istoku proteže se od bosanskohercegovačke do bugarske granice.

## Podjela
Planine u Srbiji se djele na:
- Rodopske planine
- Karpatsko-balkanske planine
- Dinarske planine

## Vanjske poveznice
- Katalog planina Srbije  Arhivirana inačica izvorne stranice od 18. svibnja 2011. (Wayback Machine)